# كريس مودي
كريس مودي (بالإنجليزية: Chris Moody)‏ هو لاعب غولف بريطاني، ولد في 19 أكتوبر 1953.

## وصلات خارجية
- كريس مودي على موقع رابطة أوروبا للاعبي الغولف المحترفين (الإنجليزية)
- كريس مودي على موقع التصنيف العالمي الرسمي للغولف (الإنجليزية)